# Kościół św. Wawrzyńca w Wodzisławiu Śląskim
Kościół Św. Wawrzyńca w Wodzisławiu Śląskim budowany od 2010 w dzielnicy Wilchwy na osiedlu 1 Maja. 
Początkowo wzniesiono kaplicę, która była budowlą tymczasową. W okolicy kaplicy od 2010 r. powstawał kościół parafialny pw. Św. Wawrzyńca. Podczas wizytacji ks. abp. Damiana Zimonia – metropolitę katowickiego, ks. abp. w niedzielnym kazaniu mówił iż mieszkańcy osiedla 1 Maja mają do kościoła za daleko. Początkowo zlecił przeniesienie zabytkowego kościoła pw. Marii Magdaleny z Bełku, jednak przeniesienie się nie powiodło. Wobec tego w 2010 przystąpiono do budowy nowego kościoła. Aktualnie zasadnicza część świątyni jest gotowa i trwa wykańczanie budowy kościoła. 

## Historia
Budowę początkowo kaplicy rozpoczęto w zimie 2009, natomiast poświęcenia dokonano 10 lipca 2010. Pierwsza msza św. na terenie budowy została odprawiona już 24 grudnia 2009 i była to pasterka. Od 2010 r. budowany jest natomiast kościół św. Wawrzyńca. W 2020 r. zakończono wznoszenie wieży kościelnej. Obecnie (2023) trwa jego wykańczanie. 